# Dojrzałość emocjonalna
Dojrzałość emocjonalna – modyfikacja pierwotnych mechanizmów regulacyjnych opartych na popędach i impulsach emocjonalnych w wyniku socjalizacji. 
W procesie wychowania dochodzi do wyzbycia się przez człowieka form wyrażania emocji charakterystycznych dla okresu dzieciństwa. Osoba dojrzała emocjonalnie świadomie uczestniczy w otaczającej ją rzeczywistości, stosując rozsądek przy podejmowaniu decyzji i w relacjach interpersonalnych, a nie, jak dotychczas, kierując się tylko reakcjami emocjonalnymi. Zmiany w reakcjach polegają na wygaszeniu form wybuchowych, gwałtownych, nieodpowiednich dla danego bodźca i sytuacji. Przemiany te są rezultatem oddziaływań, które prowadzą do wyuczenia się kiedy, w jaki sposób, w jakiej formie i w jakim stopniu mogą być zaspokajane poszczególne potrzeby. 
Najważniejszym warunkiem prawidłowego rozwoju emocjonalnego jest uczestniczenie w życiu społecznym. Innym istotnym czynnikiem jest właściwe kierownictwo (rodziny, nauczycieli, grupy).
Dojrzałość emocjonalna wyrażana jest przez tzw. wiek emocjonalny. Dzieląc wiek emocjonalny przez wiek życia otrzymuje się iloraz emocjonalny.